# 機動戰隊
《機動戰隊大作戰》或《機動戰隊》，曾名為《机动战队：明天》，是由玉尊軟件開發，遊戲公國（Gameduchy）發行的即时战略手機遊戲，2017年在中國大陸、香港、台灣及日本Android和iOS發行。

## 發行
2017年6月9日開放事前登錄。隔月13日上架Google Play與App Store展開公測，台灣繁中版由龍成網路代理。2018年5月於日本展開事前登錄。台灣的龍成網路結束代理後，2020年3月由遊戲公國原廠直營的港澳台全新繁體中文版開放事前預約；4月8日正式上架。

## 外部連結
- 官方网站（简体中文）
- 機動戰隊的新浪微博